# Uladzimir Ignatik
Uladzimir Ignatik (Minsk, 14 de Junho de 1990) é um tenista profissional bielorrusso. O seu melhor ranking é o n.º 178 da ATP, em março de 2010.